# Aplicación de citas en línea

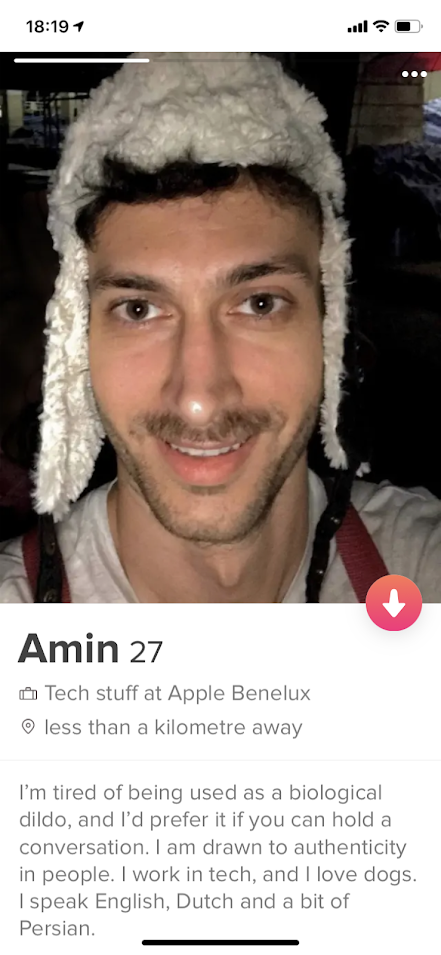
Ejemplo típico de un perfil de usuario en Tinder, una aplicación de citas en línea.

Una aplicación de citas en línea es un servicio de citas en línea que se presenta a través de una  de localización GPS de un teléfono inteligente, presencia siempre disponible y fácil acceso a galerías de fotos digitales y billeteras móviles para mejorar la naturaleza tradicional de las citas en línea. Estas aplicaciones pueden simplificar y acelerar el proceso de selección de posibles compañeros de citas, chatear, flirtear y potencialmente reunirse e involucrarse romántica o sexualmente con otras personas. 
El lanzamiento de Tinder en 2012 llevó a un crecimiento de las aplicaciones de citas en línea, tanto por parte de nuevas empresas como por los servicios de citas tradicionales que se expandieron en el mercado de aplicaciones móviles.[cita requerida]

## Orígenes
Tinder fue la aplicación que lideró el aumento en las aplicaciones de citas móviles. Fue lanzada el 12 de septiembre de 2012 por los fundadores Sean Ra, Jonathan Badeen, Justin Mateen, Joe Muñoz, Dinesh Moorjani, Chris Gylczynski y Whitney Wolfe. Aunque, otras fuentes afirman que los fundadores son Mateen, Rad y Badeen solamente.
Tinder es una aplicación que filtra las coincidencias según la ubicación del usuario. Los usuarios pueden elegir la distancia máxima en la que desean enfocar su búsqueda así como filtrar a las personas por edad y género. La app es conocida por su característica función de «deslizar»: si el usuario encuentra un perfil de su agrado, debe deslizar hacia la derecha; de lo contrario, debe deslizar hacia la izquierda. Si dos usuarios deslizan hacia la derecha, se dice que se ha realizado un match o «coincidencia» y ambos son notificados para que puedan iniciar un chat.
Luego del éxito de esta compañía, muchas empresas intentaron crear sus propias aplicaciones de citas y sitios web de citas tradicionales como Match.Com se lanzaron a crear aplicaciones móviles de su servicio para mayor comodidad. ARC de Applause, un grupo de investigación sobre economía de aplicaciones, realizó un estudio en 2016 sobre cómo 1,5 millones de consumidores de EE. UU. calificaron a 97 de las aplicaciones de citas más populares. Los resultados de la investigación indicaron que solo 11 aplicaciones, con más de 10,000 revisiones en su respectiva tienda de aplicaciones, obtuvieron un puntaje de satisfacción de 50 o más (sobre 100 puntos). Estos incluyeron: Jaumo, OKCupid, happn, SCRUFF de Perry Street, Moco de JNJ Mobile, GROWL de Initech, Skout, Qeep de Blue Lion mobile, MeetMe, Badoo y Hornet. Otras aplicaciones populares como Bumble, Grindr, eHarmony y Match obtuvieron 40 puntos o menos.

## Uso por grupo demográfico
Las aplicaciones de citas en línea se dirigen principalmente a un grupo demográfico joven. Mientras que antes de la adopción masiva de los teléfonos inteligentes, la gente tenía muy poca exposición a las citas en línea, en la actualidad casi el 50% de las personas conocen a alguien que usa los servicios o ha conocido a sus seres queridos a través de este tipo de servicio. En 2005, solo el 10% de las personas de 18 a 24 años de edad reportaron haber usado servicios de citas en línea; después del lanzamiento del iPhone en 2007, esta cifra aumentó a más del 27% dentro de la misma población. Este rango demográfico es el mayor dentro del grupo de usuarios de las aplicaciones de citas en línea más populares. 
En 2016, el Pew Research Center realizó un estudio que encontró que el 59% de los adultos de Estados Unidos estaban de acuerdo en que «las citas en línea son una buena forma de conocer gente», en comparación con el 44% en 2005. Este aumento en el uso por parte de este grupo objetivo puede justificarse por el incremento del uso teléfonos inteligentes y del número de descargas de las aplicaciones de citas en línea. Aproximadamente 1 de cada 5 personas de 18 a 24 años (22%) informaron haber usado aplicaciones de citas en 2016, mientras que solo el 5% lo hizo en 2003.

## Efectos sobre las citas
El uso de aplicaciones de citas en línea puede tener tanto ventajas como desventajas: 

### Ventajas
Muchas de las aplicaciones funcionan mediante pruebas de personalidad o algoritmos para encontrar coincidencias entre los usuarios. Estas herramientas aumentan la posibilidad de que los usuarios se asocien con un candidato compatible. Se les proporcionan muchas opciones (como edad, peso, altura, complexión física, identidad y expresión de género, fetiches, entre otros) para que haya suficientes coincidencias que se ajusten a su tipo particular, descartando aquellos candidatos que saben que no les interesan. Una vez que los usuarios encuentran a alguien de su interés, pueden chatear y conocer al candidato o candidata potencial. Este tipo de comunicación ahorra tiempo, dinero y riesgos que los usuarios no evitarían si lo hicieran de la manera tradicional.
Las citas en línea también pueden aumentar la confianza en sí mismo; incluso si los usuarios son rechazados, saben que hay cientos de otros candidatos que podrán coincidir. De hecho, el 60% de los adultos en los Estados Unidos están de acuerdo en que «las citas en línea son una buena manera de conocer gente» y el 66% dice que han tenido una cita real con alguien que conocieron a través de una aplicación. En 2016, el 5% de los estadounidenses casados o en relaciones serias dijeron que conocieron a su pareja en línea.

### Desventajas
A veces tener demasiadas opciones puede ser abrumador, los usuarios pueden perderse en sus elecciones y terminar gastando demasiado tiempo en solo buscar al candidato «perfecto», en lugar de usar ese tiempo para comenzar una relación real. Además, los algoritmos y sistemas de comparación implementados pueden no ser siempre tan precisos como piensan los usuarios. No hay un sistema perfecto que pueda coincidir perfectamente con las personalidades de dos personas cada vez.
La comunicación en línea también carece del aspecto de atracción física y la química entre las dos personas que es esencial para elegir una pareja potencial. La imagen en el perfil de un usuario puede hacer que alguien se sienta atraído físicamente, incluso antes de conocer su personalidad, pero esto puede cambiar después de encontrarse en persona.
Después de analizar un número significativo de aplicaciones de citas móviles diversas, investigadores han llegado a la conclusión de que la mayoría de las principales aplicaciones de citas son vulnerables a simples ataques de rastreo, lo que podría revelar información personal muy sensible, como orientación sexual, preferencias, correos electrónicos, grado de interacción entre usuarios, etc. Además, las plataformas de citas en línea también se están convirtiendo en un caldo de cultivo para los honeypots en los que los atacantes crean un perfil falso para robar información privada del usuario.[cita requerida]

## Privacidad

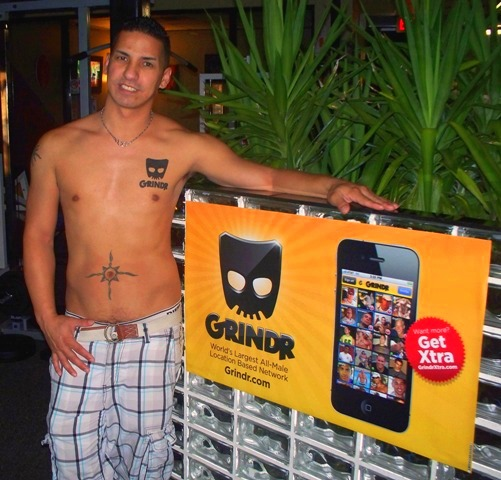
Evento de promoción de Grindr, una aplicación de citas en línea orientada a hombres gais y bisexuales.

Las aplicaciones de citas y los sitios de citas en línea a menudo están involucrados en casos relacionados con el mal uso de datos y de fallos en los sistemas de seguridad informática. En 2018, Grindr, la primera plataforma para citas gay, fue acusada de compartir datos sobre el estado de VIH de algunos de sus usuarios con numerosas empresas. Grindr reconoció las acusaciones pero alegó que fue con el fin de optimizar su plataforma, aunque la opinión pública no creyó en esta justificación. Grindr se defendió compartiendo la política de prevención de pérdida de datos de la empresa y tratando de tranquilizar a los usuarios con la intervención pública de su director de tecnología, Scott Chen. En Europa, la plataforma de citas se ha centrado cada vez más en la legislación de datos del GDPR debido a las sanciones económicas que potencialmente amenazan a la compañía.
El dato personal más cotizado por empresas privadas sigue siendo la información geográfica de los usuarios. Cuando el usuario permite la localización, las aplicaciones las registran y las almacenan utilizando el sistema de coordenadas geográficas. Cuando ocurre una filtración de datos, la información geográfica expone directamente a los usuarios.
Como cualquier otro software, las aplicaciones de citas pueden tener fallos de seguridad: piratas informáticos han revelado vulnerabilidades en Tinder, Coffee Meets Bagel, o Adult FriendFinder, por ejemplo. En esta última, se expusieron los datos de más de 412 millones de usuarios, una de las mayores filtraciones en términos de la cantidad de cuentas expuestas. En 2016, un grupo de hackers, el «Impact Team», filtró la información personal de casi 40 millones de usuarios de Ashley Madison, revelando nombres reales, números de teléfono, direcciones de correo electrónico, posiciones geográficas y preferencias sexuales. Ashley Madison aseguró a sus más de 35 millones de usuarios que el servicio era totalmente «anónimo» y «100% discreto», pero que no habían eliminado completamente los datos personales de los usuarios que así lo habían solicitado (y pagado por eso) o reconocieron que los datos realmente se habían filtrado en una primera ocasión. Se reportaron algunos suicidios después de la filtración.